# Ozola indefensa
Ozola indefensa là một loài bướm đêm trong họ Geometridae.